# Loikum
Loikum ist mit 831 (Stand Dezember 2023) Einwohnern und einer Fläche von rund 11 km² der kleinste Ortsteil der Stadt Hamminkeln. Hamminkeln liegt im nördlichen Teil des Kreises Wesel, in der Niederung der Issel.
Das Dorf hat innerhalb der Stadt Hamminkeln im Wesentlichen die Funktion des Wohnens, wobei es sich von einem ursprünglich durch die Landwirtschaft geprägten Ort zu einem Wohnort mit Landwirtschaft entwickelt hat.

## Geschichte

Lage von Loikum in Hamminkeln

Die geschichtlichen Ursprünge von Loikum reichen bis in die fränkische Zeit zurück. Die Silbe „Loik“ im Ortsnamen wird als eine Kurzform für Chlodwig oder Ludwig gedeutet, und die Silbe „um“ oder „hem“ bedeutet Heim. Somit lässt sich der Name Loikum mit „Ludwigsheim“ übersetzen. Urkundlich erstmals erwähnt wird Loikum als „Leodinghem“ im Werdener Urbar des 9. Jahrhunderts. Im Xantener Archiv des 12. Jahrhunderts wird der Ort „Burscapium Loinkhem“ genannt. Das Wort „burscapium“ bedeutet „Bauerschaft“ (nicht „Bauernschaft“) und hat im Mittelalter nichts mit „Bauern“ zu tun, sondern ist abgeleitet vom althochdeutschen „bur“ = Haus und bedeutet ursprünglich einen Höfeverband oder einen kleinen Siedlungskomplex.
Ende März 1945 war Loikum in die größte eintägige Luftlandeoperation des Zweiten Weltkriegs einbezogen. Diese Maßnahme, die den Namen Operation Varsity trug, diente der Rheinüberquerung britischer und US-amerikanischer Militärverbände.
Bis Ende der 1950er Jahre war Loikum eine kleine Bauerschaft. Den Dorfkern bildeten die Kirche, die Schule, zwei Bauernhöfe (mit kleiner Gastwirtschaft im Nebenerwerb) rechts und links der Kirche, einige Wohnhäuser und kleine Handwerksbetriebe (Maurer, Maler, Müller, Schmied, Schreiner). Darüber hinaus gab es eine Bäckerei mit einem kleinen Lebensmittelladen und eine weitere Gaststätte, deren Besitzer ebenfalls einen kleinen Lebensmittelladen betrieb.
In den 1960er Jahren wuchs Loikum durch den Bau der „alten Siedlung“ und zu Beginn der 1970er Jahre durch die „neue Siedlung“ zur heutigen Dorfgröße heran. In der alten Siedlung haben überwiegend Loikumer gebaut, in der neuen Siedlung haben Zugezogene aus verschiedenen Städten des Ruhrgebietes Eigenheime errichtet. Die Außenbereiche werden seit alters her durch Einzelhofanlagen geprägt.
Durch das Niederrhein-Gesetz wurde Loikum zum 1. Januar 1975 nach Hamminkeln eingemeindet.

## Politik

### Wappen
Blasonierung: In Silber (Weiß) geteilt durch einen goldenen (gelben) Balken als Abschluss eines golden (gelb) gegitterten Feldes im Schildfuß, darüber ein Heiliger in Schwarz mit goldenem (gelbem) Heiligenschein, in der rechten Hand einen schwarzen Krummstab mit goldener (gelber), nach innen gekrümmter Schnecke, in der linken Hand eine goldene (gelbe) Glocke darüber eine rote Flamme und an beiden Seiten je ein blaues Antoniuskreuz (Tau).
Bedeutung: Das Wappen entspricht den Siegel Loikums aus dem Jahre 1505. Es zeigt den Schutzpatron Loikums, den hl. Antonius. Das Wappen wurde am 27. Juni 1953 vom Regierungspräsidenten in Düsseldorf genehmigt.

## Verkehrsverbindungen
Die Verkehrsanbindung Loikums für den Individualverkehr ist gut, der Autobahnanschluss an die A3 ist nur ca. 3 km vom Ortskern entfernt. Im ÖPNV gibt es zwei Buslinien (Wesel–Wertherbruch und Bocholt–Rees), deren Fahrpläne allerdings nur dem Schulbusbetrieb angepasst sind. Seit einiger Zeit gibt es in Loikum einen Bürgerbus, dieser verbindet Loikum mit Wertherbruch, Dingden, Bocholt und Hamminkeln. Er wird gefahren von Bürgern aus den verschiedenen Orten. Ein Anrufsammeltaxi (AST) kann bei halbstündiger Voranmeldung in Anspruch genommen werden.

## Wirtschaftszweige
Hauptarbeitgeber in Loikum ist die Landwirtschaft. Es gibt noch 30 landwirtschaftliche Vollerwerbsbetriebe, vier Nebenerwerbsbetriebe und einen Gartenbaubetrieb. Diese bieten 94 Personen Vollbeschäftigung, drei Teilzeitarbeitsplätze und drei Ausbildungsplätze. In den 16 Handwerks- und Gewerbebetrieben arbeiten zurzeit 44 Vollzeitbeschäftigte, 15 Teilzeitbeschäftigte, und 9 Jugendliche haben einen Ausbildungsplatz.
Im Dienstleistungsbereich sind 13 Vollzeit-, 13 Teilzeit- und zwei Ausbildungsplätze vorhanden. Insgesamt gibt es im Dorf 196 Beschäftigungsverhältnisse. Frauenarbeitsplätze gibt es in den landwirtschaftlichen Betrieben, in den Büros der Handwerks- und Gewerbebetriebe, im Kindergarten, im Pfarrbüro, in den Gaststätten, im Gartenbaubetrieb und in einem Architekturbüro.

## Leben in Loikum
Bis zur Geschäftsaufgabe im Jahr 1998 war die Versorgung mit Lebensmitteln und Gütern des täglichen Bedarfs durch einen Laden mit supermarktähnlichem Angebot gewährleistet. Seitdem können sich die Bewohner einmal wöchentlich am Verkaufswagen eines landwirtschaftlichen Direktvermarkters aus dem Nachbardorf Dingden und auf dem „Niederrheinischen Bauernmarkt“, der jeweils freitags auf dem Dorfplatz stattfindet, versorgen.
Bei der Altersstruktur ergibt sich folgendes Bild: unter 18 Jahren: 167 Personen, von 18 bis 60 Jahren: 426 Personen, über 60 Jahren: 127 Personen. Die Zahl der Neubürger beträgt 279, d. h. das Verhältnis von Alteingesessenen und Neubürgern beträgt etwa 3:1. Durch die Aktivitäten der Gruppen und Vereine und durch die Aktionen der Dorfgemeinschaft sind die Neubürger voll ins Dorfleben integriert.
Zentrale Begegnungsstätte der Bürger ist die Bürgerhalle. Nach dreijähriger Bauzeit, in der rund 12.000 freiwillige Arbeitsstunden geleistet wurden, erfolgte 1990 die Einweihung. Ein weiterer wichtiger Versammlungsraum ist das Pfarrheim, das 1986 im Zuge einer notwendigen Renovierung aus dem ehemaligen Wirtschaftsgebäude des Pastorats mit großer Eigenleistung der Pfarrangehörigen erstellt wurde. Die Sport- und Spielplatzanlage im Dorfkern wird von Loikumer Kindern und Erwachsenen häufig genutzt und ist auch Ziel für auswärtige Radwanderer und Besucher.
Unter Denkmalschutz stehen die Kirche St. Antonius und die Mühle. Die Ursprünge der Kirche lassen sich urkundlich bis ins 16. Jahrhundert zurückverfolgen. Ihre Orgel wurde vom Orgelbauer Franz Breil aus Dorsten gebaut und im Jahre 2006 von der Orgelbauwerkstatt Rensch restauriert. Seit 1541 war Loikum eine selbständige Pfarrgemeinde; 2013 erfolgte die Zusammenlegung der Pfarreien St. Pankratius (Dingden), Christus König (Ringenberg), Maria Himmelfahrt (Hamminkeln), Hl. Kreuz (Mehrhoog) und St. Antonius zur neuen katholischen Kirchengemeinde Maria Frieden Hamminkeln.
Die Kappenwindmühle wurde 1856 aus rund 500.000 Feldbrandsteinen erbaut und 1940 durch einen Anbau für den Landhandel erweitert. Seit 1984 ist sie außer Betrieb.
Das Dorf ist von landwirtschaftlich genutzten Flächen umgeben, die überwiegend der Grünland- und Weidewirtschaft und dem Futteranbau (vorwiegend Mais) dienen. Die Flurbereinigung mit der Zusammenlegung von Wirtschaftsflächen (und auch mit der damit verbundenen Ausräumung der Landschaft) ist zu Beginn der 1970er Jahre abgeschlossen worden. Seit 1994 führt die Dorfgemeinschaft Loikum alljährlich im Herbst Pflanz- und Pflegeaktionen in den Außenbereichen durch. So wurden bisher rund sieben Kilometer Wirtschaftswege mit rund 650 Hochstämmen (Eichen, Eschen, Erlen) und 1.860 Heckensträuchern (Hainbuchen, Weißdorn, Schlehen, Wildrosen) begrünt. Damit ist neuer Lebensraum für Vögel, Kleintiere und Insekten sowie die Vernetzung verschiedener Biotope geschaffen worden. Besonderer Wert wird seit einigen Jahren auch auf die Anpflanzung und Pflege der landschaftstypischen Kopfweiden gelegt. Die Zahl der Streuobstwiesen bei den Vollerwerbs- und Nebenerwerbsbetrieben ist in den letzten Jahren angewachsen.
Ein wichtiges landschaftsgestaltendes Element ist der Fluss Issel. Die Issel erfüllt die Funktion eines Vorfluters und zieht sich mäandrierend durch das Dorf. Die Wasserqualität ist dank der Reinigungskraft des Klärwerks gut und lässt wieder vielfältigen Fischbesatz zu.
Das Dorf Loikum liegt geologisch gesehen im Gebiet zwischen der Rheinaue und der Niederterrasse. Im Urstromtal des Rheins sind hier während der Eiszeit reiche Kieslagerstätten entstanden. Der Abbau des Bodenschatzes Kies ist bis an den östlichen Dorfrand in einer Größenordnung von ca. 50 ha im Regionalplan ausgewiesen und bedeutet für Loikum Bedrohung und Chance zugleich. Dabei kann es zu Interessenkonflikten zwischen der Abgrabungsfirma (unternehmerisches Interesse, Sicherung von Arbeitsplätzen) und den Bürgerinnen und Bürgern (Erhaltung der Lebensqualität, Vermeidung nachhaltiger Schäden) kommen. Die Dorfgemeinschaft Loikum steht wegen dieser Probleme in ständigem Kontakt mit der interessierten Betreiberfirma, der Stadt Hamminkeln und dem Kreis Wesel. Ziel dabei ist, das Dorf und den ländlichen Raum so zu erhalten und zu gestalten, dass sie auch für die nachfolgenden Generationen lebendige Zukunfts- und Entwicklungschancen bieten.

## Erfolge
Loikum belegte beim Wettbewerb „Unser Dorf soll schöner werden“ folgende Plätze:

1989 Kreiswettbewerb: 9. Platz

1991 Kreiswettbewerb: 4. Platz

1993 Kreiswettbewerb: Gold

1993 Landeswettbewerb: Gold

1993 Bundeswettbewerb: Bronze
Nach der Umbenennung des Wettbewerbs in „Unser Dorf hat Zukunft“ erreichte das Dorf diese Erfolge:
 
2002 Kreiswettbewerb: Gold

2003 Landeswettbewerb: Silber

2008 Kreiswettbewerb: Silber

2014 Kreiswettbewerb: Gold

2015 Landeswettbewerb: Gold

2016 Bundeswettbewerb: Silber

## Abbildungen

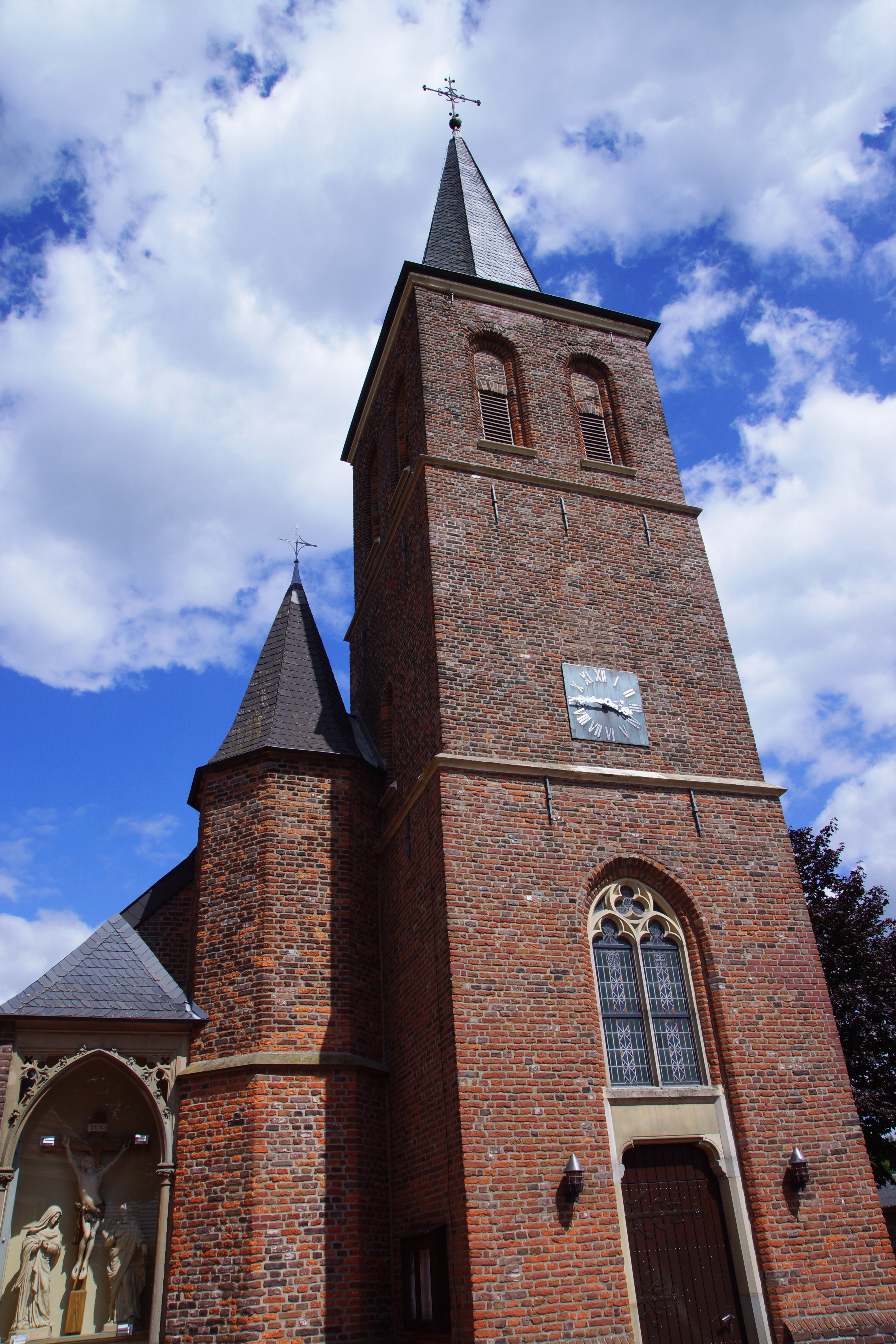
Loikum, St. Antoniuskirche
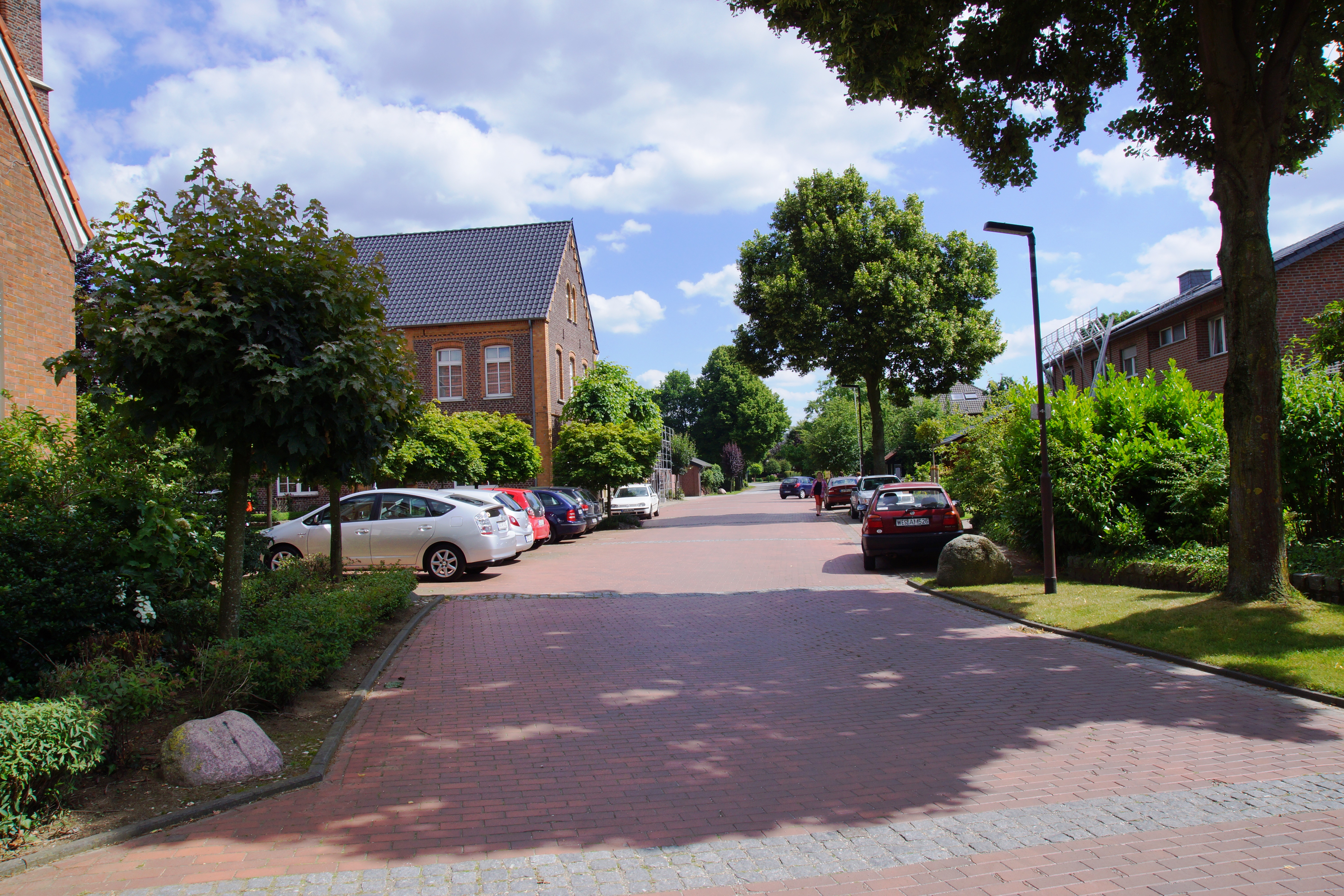
Wohngebiet in Loikum